# 國立嘉義師範學院
國立嘉義師範學院，簡稱嘉義師院、嘉師、NCTC，是過去位於臺灣嘉義縣市的一所師範院校，為今日國立嘉義大學的前身之一。1957年於嘉義市，今國立嘉義大學林森校區現址創校，初名「臺灣省立嘉義師範學校」，經多次改制，於1991年改制為國立嘉義師範學院，1992年遷至位於今民雄鄉的民雄校區，後於2000年2月1日與國立嘉義技術學院合併成立國立嘉義大學。

## 校史
嘉師原稱「臺灣省立嘉義師範學校」，設立於1957年，校址位於林森路100號（今林森東路151號），原本設於該地的林森國民學校（今嘉義市林森國民小學）因此而遷校。設校初期招收初中職畢業生，修業三年，以培育國民學校教師:583。
1966年改制為「臺灣省立嘉義師範專科學校」，屬五年制專科學校，仍招收初中職畢業生:98、101。1970年成立暑期部，1971年成立夜間部。同年8月增設附屬國民小學，以供嘉師學生實習:583。
1983年增設二年制幼稚教育師資科，培養幼稚園教師。隨後於1985年1月增設附屬托兒所，以供該科學生實習:583。
1987年闢建民雄校區，同年7月升格改制為「臺灣省立嘉義師範學院」，參加大學聯招以招收高中畢業生:583。1991年改隸中央，定名為「國立嘉義師範學院」，1992年民雄校區啟用。校本部及大部分教學單位遷入該校區，舊校區改稱林森校區，僅留下進修部、研究所及幼兒教育相關單位:583。
2000年2月1日，嘉師與國立嘉義技術學院合併成立國立嘉義大學，末任校長黃富順轉任為大學副校長:583。

## 教學單位
嘉師在併校之前，設有八系一所，包括初等教育學系、語文教育學系、數理教育學系、社會科教育學系、美勞教育學系、音樂教育學系、幼兒教育學系、特殊教育學系及國民教育研究所。另設有進修部，供國小、幼稚園教師及行政人員在職進修之用:585。

### 刊物
省立嘉義師範學院教師之友社於1960年4月1日發行《教師之友》創刊號，發行至第51卷第3期（2010年12月）止。2011年6月起改刊名為《教師專業研究期刊》維持期刊發行。

## 歷任校長、院長
歷任校長、院長名單及任期如下:586－587：
臺灣省立嘉義師範學校時期（1957年－1966年）
- 熊茂生校長：1957年8月－1966年8月

臺灣省立嘉義師範專科學校時期（1966年－1987年）
- 耿相曾校長：1966年8月－1972年8月
- 蘇惠鏗校長：1972年8月－1976年8月
- 劉效騫校長：1976年8月－1980年8月
- 王紹楨校長：1980年8月－1987年8月

臺灣省立嘉義師範學院時期（1987年－1991年）
- 黃國彥院長：1987年8月－1991年6月

國立嘉義師範學院時期（1991年－2000年）
- 黃國彥院長／校長[註 1]：1991年7月－1994年7月
- 陳國雄（代理校長）：1994年7月－1995年9月
- 李建興（代理校長）：1995年9月－1996年2月
- 黃富順校長：1996年2月－2000年2月

## 外部連結
- 國立嘉義大學（页面存档备份，存于） （繁體中文）
- 嘉大口述歷史：臺灣省立嘉義師範學校 國家圖書館－臺灣記憶